# Begonia tribenensis
Espèce
Begonia tribenensis est une espèce de plantes de la famille des Begoniaceae.
L'espèce fait partie de la section Diploclinium.
Elle a été décrite en 1969 par C.R. Rao (1969).

## Répartition géographique
Cette espèce est originaire du pays suivant : Népal.